# Alissa Ranuccini

a Compétitions nationales et continentales officielles uniquement.

b Matchs officiels uniquement.
Alissa Ranuccini, née le 28 juin 2000 à Pavullo nel Frignano (Italie), est une joueuse internationale italienne de rugby à XV, évoluant au poste de troisième ligne aile.

## Biographie
Alissa Ranuccini pratique d'abord la gymnastique, mais à l'âge de 13 ans sa croissance est excessive pour la discipline. Elle connait le rugby à XV par le biais de son frère qui le pratique, mais le découvre vraiment lors d'une opération de promotion au sein de son établissement scolaire : elle rejoint alors l'école de rugby de Formigine où elle joue surtout au rugby à sept par manque d'effectif.
La saison suivante, elle part à Ferrara où elle rate la saison à la suite d'une rupture des ligaments croisés. Elle signe la saison suivante au Rugby Colorno pour satisfaire ses ambitions de haut niveau. C'est d'ailleurs sous les couleurs de Colorno qu'elle est appelée avec l'équipe nationale des moins de 18 ans.
Pour sa première saison en équipe première, elle est sacrée championne d'Italie.
Elle est convoquée en équipe nationale italienne en 2022, pour la Coupe du monde, mais ne joue pas. Elle connait sa première sélection pendant le Tournoi des Six Nations 2023, à Parme contre l'Irlande (24-7).
Elle est retenue en août 2023 pour disputer la deuxième division du WXV, où elle inscrit son premier essai pour les Azzurre contre l'Afrique du Sud (36-18). Elle n'est pas rappelée pour le Tournoi des Six Nations 2024.
En 2024-2025, elle retrouve l'équipe nationale à l'occasion du WXV. Elle est également convoquée pour le Six Nations.

## Palmarès
- Vainqueur du Championnat d'Italie en 2018 avec Rugby Colorno.